# رالی پرتغال ۲۰۲۲
رالی پرتغال ۲۰۲۲ (همچنین به عنوان رالی وودافون پرتغال ۲۰۲۲ نیز شناخته می‌شود) یک رویداد اتومبیل رانی برای خودروهای رالی بود که طی چهار روز بین ۱۹ تا ۲۲ می ۲۰۲۲ برگزار شد. این رویداد پنجاه و پنجمین دوره رالی پرتغال را رقم زد. این رویداد چهارمین دور از مسابقات رالی قهرمانی جهان ۲۰۲۲، مسابقات قهرمانی رالی جهان ۲ و قهرمانی رالی جهان ۳ بود. این رویداد در ماتوسینوس در ناحیه پورتو برگزار شد و در بیست و یک مرحله ویژه مسابقه مسافت رقابتی ۳۳۰٫۱۷ کیلومتر (۲۰۵٫۱۶ مایل) را پوشش می‌داد.